# GLASSY WEEKEND
『GLASSY WEEKEND』（グラッシー・ウィークエンド）は、2024年4月5日からJ-WAVEで放送されているラジオ番組。

## 概要
nico がナビゲーターを務めている金曜早朝の番組で、毎週金曜 5:00 - 6:00（日本標準時）に放送。
番組は、世界各地にある名峰や海などの自然環境が持つ美を、それらが奏でる音と nico のトークを交えながら紹介している。番組ハッシュタグは「#813gw」。